# Robert LeBuhn
Robert LeBuhn (Davenport, 2 maggio 1932 – Denver, 9 agosto 2019) è stato un cestista statunitense.

## Carriera
Con gli Stati Uniti ha disputato i Giochi panamericani di Città del Messico 1955, vincendo la medaglia d'oro.